# Russkoie Radio
Russkoie Radio (en russe Русское Радио, c'est-à-dire Radio Russe) est une station de radio privée de la fédération de Russie. Fondée le 2 août 1995, elle est la propriété de la holding « Russkaia Mediagroupa » (Русская Медиагруппа). 

## Diffusion
Diffusée à l'origine uniquement sur le territoire russe, elle dispose désormais de fréquences dans plusieurs pays de l'ancienne Union Soviétique, notamment la Biélorussie (Minsk : 98,9 MHz), l'Ukraine (Kiev : 98,5 MHz), la Moldavie (Chişinău : 103,7 MHz), la Lettonie (Riga : 96,9 MHz), l'Arménie (Erevan : 104,9 MHz) ou le Kazakhstan (Alma-Ata : 104,7 MHz ; Astana : 104,1 MHz). À Moscou, elle est diffusée en modulation de fréquence sur le 105,7 MHz. Les émissions de la station sont également reprises en direct par le biais d'internet. 
Son slogan est issu d'une chanson de Verka Serduchka : « Все будет хорошо ! » ce qui signifie « Tout ira bien ! ».

## Programmes
Russkoie Radio est une radio presque entièrement musicale, l'antenne n'étant interrompue que par quelques chroniques et publicités. « Russkoie Inform-Biouro » (Русское Информ-бюро) est notamment une émission consacrée à l'actualité des stars, de la mode et du glamour en général, qui se veut génératrice de bonne humeur. La musique diffusée sur les ondes de la station est exclusivement russe ou issue des pays de l'espace post-soviétique : c'est ainsi que l'on peut notamment écouter des artistes tels que Oleg Gazmanov, Alla Pougatcheva ou Agata Kristi.
La station est à l'origine du grand prix de la musique russe « Zolotoi Gramofon » (Золотой Граммофон, c'est-à-dire les Gramophone d'or) initié en 1996. Cet événement est retransmis chaque année en direct depuis le palais des congrès du Kremlin, à la fois sur les ondes de la radio et à la télévision sur la chaîne Perviy Kanal. En 2006, le groupe propriétaire de la station a lancé la chaîne de télévision RU.TV, qui reprend le concept de Russkoie Radio.